# Rossella Sardu
Rossella Sardu (Sassari, 23 ottobre 1987) è una calciatrice italiana, centrocampista del Como 1907.

## Carriera

### Club
Rossella Sardu, sassarese di nascita, approda giovanissima alla Torres, seguendo la trafila nelle giovanili della squadra rossoblu fino alla formazione che disputa il Campionato Primavera.
Aggregata ben presto alla prima squadra, allora sponsorizzata Terra Sarda, viene inserita in rosa per la stagione 2004-2005, maturando dall'estate 2006 50 presenze in campionato e 3 reti. In questo periodo condivide la conquista della Coppa Italia 2007-2008 e dell'edizione 2008 della Italy Women's Cup, l'ultima del torneo ad invito, vincendo per 2-0 la finale con il Fiamma Monza.
Nell'estate 2009 Sardu viene ceduta assieme al difensore torresino Francesca Soro alla Roma CF con la formula del prestito per la stagione entrante. Sotto la guida del tecnico Giampiero Serafini Sardu e compagne giocano un campionato da mezza classifica, concludendo al sesto posto con 29 punti conquistati in 22 giornate, frutto di otto vittorie, cinque pareggi e nove sconfitte. Con 21 presenze su 22 incontri in campionato Sardu è tra le più utilizzate da Serafini, andando a segno anche in due occasioni, il 6 novembre 2009, alla 3ª giornata, dove apre le marcature nell'incontro vinto in trasferta per 2-0 sulle rivali della Lazio CF, e un mese più tardi, alla 6ª giornata, dove è autrice dell'unica rete che decide la partita casalinga con il Torino. A queste si aggiungono le tre presenze in Coppa Italia e la rete, quella del definitivo 8-1, nell'incontro della seconda fase vinto sul Sezze.
Tornata alla società sassarese, durante il calciomercato estivo 2010 viene ceduta nuovamente in prestito all'Orlandia97. La stagione 2010-2011 si rivela ostica per la squadra siciliana, e nemmeno l'avvicendamento in panchina tra Vincenzo Castano, esonerato il 15 novembre 2010 e Leuccio Tonarelli, e l'arrivo di Francesca Soro durante il calciomercato invernale, nuovamente in prestito a fianco di Sardu per assestare il reparto difensivo, riescono a raddrizzare una situazione che a causa dei numerosi pareggi e diverse sconfitte di misura con 18 punti, frutto di sole 3 vittorie, 9 pareggi e 14 sconfitte, condannano la squadra alla retrocessione a fine campionato. In campionato Sardu vanta il maggior numero di presenze, 25 su 26 incontri, e sigla una rete quella che l'11 dicembre 2010, all'8ª giornata, al 93' porta in vantaggio l'Orlandia97 sul parziale di 3-2 nell'incontro casalingo con il Bardolino Verona prima del definitivo pareggio avversario, siglato al 94' da Roberta Stefanelli. A queste si aggiunge l'unica presenza in Coppa Italia.
Rimane in prestito alla società di Capo d'Orlando anche per la stagione successiva, totalizzando 18 presenze e 2 reti nel campionato di Serie A2 2011-2012. La squadra riesce ad ottenere il terzo posto dietro il Napoli e la Res Roma.
Ottenuto lo svincolo dalla Torres, durante il calciomercato estivo 2012 si accorda, ancora una volta a fianco di Francesca Soro, con il Chiasiellis, società con cui torna a giocare in Serie A. Nella stagione 2012-2013 contribuisce a far raggiungere il decimo posto e conseguente salvezza in campionato, mentre in Coppa Italia la squadra si ferma al secondo turno di qualificazione. Il tecnico Mauro Lizzi, anche lui al primo anno con la società di Mortegliano, la impiega in 29 dei 30 incontri di campionato, dove Sardu va a segno in cinque diverse occasioni. Sardu rimane al Chasiellis anche la stagione successiva, concludendo il campionato al dodicesimo posto con 26 punti conquistati in 30 giornate, frutto di 6 vittorie, 8 pareggi e 16 sconfitte, venendo retrocesso direttamente in Serie B senza disputare il play-out in quanto, come da regolamento, la distanza dalla nona classificata era superiore ai nove punti. Lizzi la impiega in 26 incontri su 30, con Sardu a segno con 5 reti, maggiore realizzatrice della squadra, in cinque diversi incontri. Al termine della stagione la società comunica alla FIGC-LND la propria inattività svincolando di conseguenza tutte le sue tesserate.
Nell'estate 2014 si trasferisce al Tavagnacco per disputare la stagione 2014-2015 ancora in Serie A. Rimane con la società gialloblù tre stagioni consecutive.
Nel luglio 2017 trova un accordo con il Fimauto  Valpolicella, neopromossa in Serie A. Il ritorno in Serie A della squadra coincide con una maggiore sinergia con il Chievo maschile, che da anni aveva avviato una collaborazione con il Valpo, che per la stagione entrante utilizza le tenute di gioco e la grafica del Chievo unita allo storico sponsor Fimauto. Con un organico ulteriormente rinforzato Sardu e compagne affrontano il campionato mantenendo posizioni di media classifica, raggiungendo la matematica salvezza con il pareggio per 1-1 con il San Zaccaria alla sedicesima giornata e terminando al sesto posto con 26 punti, uno in più delle rivali dell'AGSM Verona. Durante il campionato Sardu viene impiegata in 20 dei 22 incontri. A questi si aggiunge l'unica presenza e la rete siglata al Pro San Bonifacio nel ritorno di Coppa Italia che porta la partita sul parziale di 2-1, incontro poi terminato 3-1 per le gialloblù.
Sardu conferma la sua presenza anche per la stagione successiva, dove la società si iscrive con la nuova denominazione di ChievoVerona Valpo.
Dopo la mancata iscrizione del ChievoVerona Valpo alla Serie A 2019-2020, in seguito al termine della collaborazione con il Chievo maschile, Sardu rimane senza squadra, e a luglio 2019 firma con il Verona, rimanendo così in massima serie.

## Palmarès

### Club

#### Competizioni nazionali
- Coppa Italia: 1

Torres: 2007-2008

#### Competizioni internazionali
- Italy Women's Cup: 1

Torres: 2008